# Chandra Talpade Mohanty
Chandra Talpade Mohanty (Mumbai, 1955) nacida en la India y residente en Estados Unidos desde finales de los años 70. Es profesora de Estudios de la Mujer y Estudios de Género de la Universidad de Siracusa. Es especialmente conocida como teórica del feminismo postcolonial y transnacional defendiendo la importancia de un abordaje transnacional para la aproximación a las experiencias de las mujeres a través del mundo. Entre sus publicaciones más conocidas se encuentra Feminism without Borders: Decolonizing Theory, Practicing Solidarity (2003) traducido en varios idiomas.
Su obra se enfoca en la teoría feminista transnacional, en la práctica feminista anticapitalista, en la educación antirracista y en las políticas del conocimiento. El eje de su obra es el proyecto de configuración de una "solidaridad feminista anticolonizadora a través de las fronteras" a partir de un análisis interseccional de las nociones de raza, nación, colonialismo, sexualidad, clase y género.

## Biografía
Chandra Talpade Mohanty nació en 1955, en Bombay, India. Pasó un tiempo en Nigeria y Londres. Se convirtió en ciudadana estadounidense y continuó su educación en los Estados Unidos. Mohanty se graduó en 1974 con honores y una licenciatura en inglés de la Universidad de Delhi en India. Continuó su educación, obteniendo una maestría en inglés en 1976. Asistió a la Universidad de Illinois en Urbana-Champaign, de donde obtuvo una maestría en Educación, en enseñanza de inglés en 1980. Continuó su educación en Illinois, obteniendo un doctorado de la Universidad de Illinois en Urbana-Champaign en 1987. Además, tiene un Doctorado Honorario de la Facultad de Ciencias Sociales de la Universidad de Lund, Suecia, presentado en 2008, y un Doctorado Honorario en humanidades de la Universidad de Wooster, Ohio, otorgado en 2012.
Asumió su primer empleo como Profesora asistente de Estudios de la Mujer y Sociología de la Educación de 1987 a 1991 en el Oberlin College. En la década de los años 90 hasta 2003 dio clases de Estudios de las Mujeres en el Hamilton College hasta que se incorporó a la Universidad de Syracusa donde de 2008 a 2011 dirigió el departamento de Estudios de la Mujer y Estudios de Género.
Es miembro de los consejos asesores del Center for Feminist Foreign Policy, Center for Intersectional Justice, Signs: Journal of Women in Culture and Society, Transformations, The Journal of Inclusive Pedagogy and Scholarship, Feminist Africa ( Sudáfrica), Asian Women (Corea), Feminist Economics y Caribbean Review of Gender Studies.

## Obra
La autora se hizo conocida por la publicación en 1984 en Boundary del ensayo Under Western Eyes: Feminist Scholarship and Colonial Discourses, (Bajo los ojos de occidente: Academia feminista y discurso colonial) donde critica el proyecto político del feminismo occidental y la configuración discursiva de la categoría de "mujeres del tercer mundo" como un estereotipo genérico, homogéneo y víctima que las feministas occidentales deben salvar. Mohanty afirma que el feminismo occidental pasa por encima las diferencias entre las mujeres del sur global, ya que en realidad las experiencias de opresión son increíblemente diversas dependiendo de causas históricas, culturales e individuales. Este ensayo fue clave para resaltar las dificultades que enfrentan las feministas del tercer mundo a la hora de ser escuchadas por el movimiento feminista y condujo a una reconfiguración en la relación entre feministas de países ricos y pobres.

## Publicaciones

### En inglés
- Mohanty, Chandra Talpade; Russo, Anne; and Lourdes M. Torres (1991). Third World Women and the Politics of Feminism, Indiana University Press, 338 pag. ISBN 978-0253206329
- Mohanty, Chandra Talpade; and M. Jacqui Alexander (1996). Feminist Genealogies, Colonial Legacies, Democratic Futures, Routledge Press, 464 pag. ISBN 978-0415912112
- Mohanty, Chandra Talpade (2003). Feminism Without Borders: Decolonizing Theory, Practicing Solidarity, Duke University Press Books, 300 pag. ISBN 978-0822330219
- Mohanty, Chandra Talpade; Riley, Robin L.; and Minnie Bruce Pratt (2008). Feminism and War: Confronting U.S. Imperialism, Zed Books, 280 pag. ISBN 978-1848130180
- Mohanty, Chandra Talpade; Wetherell, M. (2010). Sage Handbook of Identities, U.K: Sage Publications. ISBN 978-1412934114
- Carty, Linda E. and Mohanty, Chandra Talpade, editors (2018). Feminist Freedom Warriors: Genealogies, Justice, Politics, and Hope Haymarket Books, 200 pag. ISBN 978-1608468973

### En español
- Bajo los ojos de occidente. Academia Feminista y discurso colonial. Artículo publicado en: Liliana Suárez Navaz y Aída Hernández (editoras): Descolonizando el Feminismo:Teorías y Prácticas desde los Márgenes, ed. Cátedra, Madrid, 2008.
- Feminismo sin fronteras. Decolonizar la teoría, practicar la solidaridad. Editorial CIEG. ISBN: 978-607-02-8742-8